# 立ち姿の騎士
『立ち姿の騎士』（たちすがたのきし、蘭: Staande cavalier、英: Standing Cavalier）は、オランダ黄金時代の女性画家ユディト・レイステルが1630年頃、キャンバス上に油彩で制作した絵画である。英国のロイヤル・コレクションに所蔵されている。レイステルの作品中、来歴が18世紀まで辿れる唯一の作品であるが、オランダ美術史研究所では、本作の作者をレイステル、またはフランス・ハルスの追随者としている。ロイヤル・コレクションは、作品の題名を『立っている男性の習作』 (Study of a Standing Man) としている。

## 作品
絵画は、1762年にヤーコプ・ヨルダーンスの作品として、領事のスミスから英国王ジョージ3世のコレクションのために購入された。作品は、1883年にヴィルヘルム・フォン・ボーデにより初めてフランス・ハルスに帰属され、ハルスの目録に記載された。しかし、W・R・ヴァレンタイナー とヌーマ・S・トリヴァス  はハルスへの帰属を拒否し、「習作」であると呼んだ。作品は、1927年にハームズ (Harms) に無視されたが、シーモア・スライヴ はレイステルの作であると特定し、フランス・ハルスの肖像画『剣を持ってポーズをとるウィレム・ファン・ヘイトゥイセン』(アルテ・ピナコテーク、ミュンヘン) のカリフォルニアにあった複製、およびアムステルダムにあった素描と関連づけた。絵画に署名はないが、レイステルの伝記的記録とハルスの作品と明らかに関連していることにより、ハルスの肖像画の5年後の制作とされている。
本作の構図、モデルの姿、柱、カーテン、背後のあずまやの人物たちは、1625年のフランス・ハルスの『剣を持ってポーズをとるウィレム・ファン・ヘイトゥイセン』を踏襲している。しかし、かつて信じられていたように、本作はのこの作品のための素描ではなく、フランス・ハルスの作品でもない。おそらく、当時の風俗画で人気のあった道化師を描いた人物習作である。場面は、このような青年は怠惰、遊興、虚栄にのみふさわしいということを示唆している。作品には、あたかも急いで描かれたかのような気取りのない、輝く筆触が用いられている。その効果は、人物が動いているような華やかさを伝えている。この一種気ままな技法は、レイステルの1630年頃からの作品を想起させる。
なお、ホフリクター (Hofrichter) によれば、カーテンの布地はレイステルの『浮かれ騒ぐカップル』にも繰り返されている。

## ギャラリー

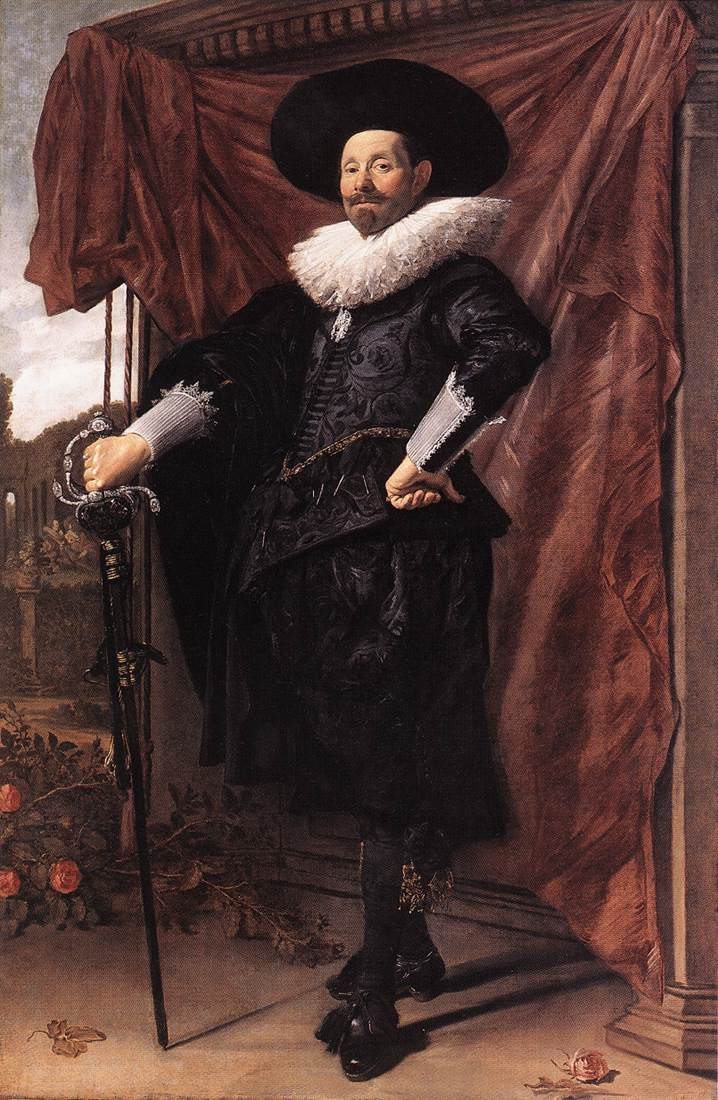
フランス・ハルス『剣を持ってポーズをとるウィレム・ファン・ヘイトゥイセン』アルテ・ピナコテーク (ミュンヘン)
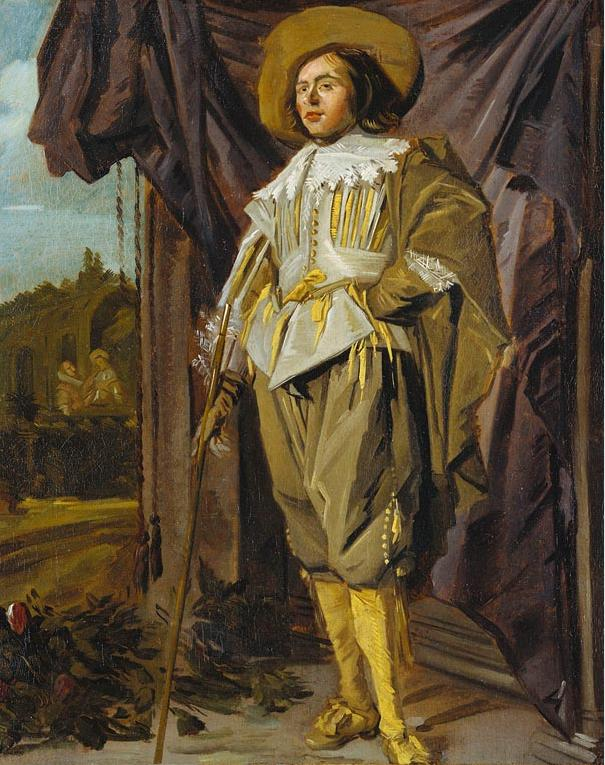
ユディト・レイステル『立ち姿の騎士』